# Llanitos A
Llanitos A är en ort i Mexiko.   Den ligger i kommunen Atarjea och delstaten Guanajuato, i den centrala delen av landet, 210 km norr om huvudstaden Mexico City. Llanitos A ligger 2 032 meter över havet och antalet invånare är 188.
Terrängen runt Llanitos A är huvudsakligen kuperad, men österut är den bergig. Runt Llanitos A är det ganska glesbefolkat, med 24 invånare per kvadratkilometer. Närmaste större samhälle är Villa Emiliano Zapata, 17,9 km söder om Llanitos A. Trakten runt Llanitos A består i huvudsak av gräsmarker.